# Проблем првог света
Проблем орвог света је неформални термин за проблеме у земљама Првог света на које се особе жале пошто немају већих брига. Иако је описан као „подскуп заблуде релативне оскудице “, многи људи користе овај израз да би признали своју захвалност што немају горих проблема и препознали своје проблеме у глобалном контексту. Термин је коришћен да би се минимизирале притужбе о тривијалним питањима, да би се створио хумор на рачун културе првог света и као добродушно самопонижавање.

## Историја
Термин Проблеми првог света први пут се појавио 1979. године у раду Г. К. Пејна Built Environment, али је стекао признање као интернет мем почевши од 2005. године, посебно на сајтовима друштвених мрежа попут Твитера (где је постао популаран хаштаг ). Током 2012. године УНИЦЕФ НЗ је спровео истраживање о проблемима Првог света на Новом Зеланду, откривши да је „спор приступ интернету“ најчешћи. Фраза је додата у Оксфордски речник на мрежи у новембру 2012. и у онлајн Macquarie Dictionary у децембру 2012. године.

## Примери
Ствари које се наводе као проблеми Првог света укључују:
- Спор приступ Интернету[7]
- Слаба покривеност мобилним телефоном[7]
- Батерија телефона се празни[10]
- Даљински управљач за телевизор не ради[7]
- Губљење AirPods. Apple Inc. покушао је да ублажи овај проблем увођењем апликације „AirPods“ 2017. године.[11]
- Не можете да пронађете артикле у продавници[7]
- Лоша вам је фризура[7]
- Воће није пријатног укуса[7]
- У колима не постоји опција амбијенталног осветљења